# Kostelec nad Orlicí
Kostelec nad Orlicí (in tedesco Adlerkosteletz) è una città della Repubblica Ceca facente parte del distretto di Rychnov nad Kněžnou, nella regione di Hradec Králové.

## Monumenti e luoghi d'interesse
- Castello vecchio di Kostelec nad Orlicí
- Castello nuovo di Kostelec nad Orlicí